# Desa Buniwangi (administrativ by i Indonesien, lat -6,96, long 106,99)
Desa Buniwangi är en administrativ by i Indonesien.   Den ligger i provinsen Jawa Barat, i den västra delen av landet, 80 km söder om huvudstaden Jakarta.